# 宮原義周
宮原 義周（みやはら よしちか、天明3年（1783年） - 安政5年（1858年））は、江戸時代後期の高家旗本。宮原義潔の長男。通称は仙之丞。官位は正四位下・左少将、弾正大弼。初め氏周、後に義周。
高家旗本・宮原義潔の養嗣子義利（義潔の実弟）の養子となる。養父義利は家督を相続する前に死亡したものと推測される。享和元年（1801年）12月15日、将軍徳川家斉に御目見する。文化2年（1805年）閏8月9日、部屋住ながら高家見習に召し出される。同年12月16日、従五位下・侍従・摂津守に叙任する。後に弾正大弼に改める。同年12月21日、高家職に就く。文化6年12月27日（1810年）、家督を相続する。文化14年（1817年）11月1日、従四位下に昇進する。文政5年（1822年）6月25日、高家肝煎に就任する。文政8年（1825年）10月23日、従四位上に昇進する。文政10年（1827年）閏6月15日、左少将に任官する。天保8年（1837年）11月13日、正四位下に昇進する。安政元年（1854年）9月22日、老齢と病気を理由に高家肝煎を辞職する。安政2年（1855年）11月16日、隠居して息子義直に家督を譲る。安政5年（1858年）死去、76歳。
正妻は織田秀綿の娘。